# Frères Isola
Pour les articles homonymes, voir Isola.
| 1 · 2 |

Émile Isola (4 septembre 1860 à Blida, Algérie française - 17 mai 1945 à Paris) et Vincent Isola (24 juillet 1862 à Blida - 31 août 1947 à Paris) sont des artistes prestidigitateurs et des directeurs de nombreuses salles de spectacles à Paris, connus sous le nom des frères Isola.

## Biographie
Nés en Algérie française, de Joséphine Belvisi et d'Antoine Isola, tailleur, des parents d'origine italienne, Émile et Vincent Isola montent d'abord à Bordeaux au milieu des années 1880 et, passant par Marseille, exercent divers petits emplois avant de monter un tour de prestidigitation. À Paris, ils se rendent acquéreurs en 1890 du théâtre des Capucines, une salle de conférences qu'ils rebaptisent deux ans plus tard théâtre Isola, créant un premier spectacle d'« attractions féériques », Pierrot aux Enfers. Leurs numéros attirent le tout-Paris. On y voit Victorien Sardou, Cléo de Mérode ou le duc d'Aumale Henri d'Orléans.
Fin 1895, les frères Isola découvrent l'invention des frères Lumière, le cinématographe, et mettent au point un projecteur appelé Isolatographe dont les films étaient fournis par les frères Émile et Charles Pathé. Ils colorisèrent quelques pellicules et purent diffuser au théâtre Isola des « films en couleurs ».
En 1897, ils achètent le Parisiana et abandonnent leurs numéros et la direction du théâtre Isola en 1900 pour devenir producteurs de spectacles. Ils deviennent successivement propriétaires de l'Olympia en 1898, des Folies-Bergère en 1901, de la Gaîté lyrique en 1903, de l'Opéra-Comique en 1913, du théâtre Mogador et reprennent le bail du théâtre Sarah Bernhardt à la ville de Paris en 1926.

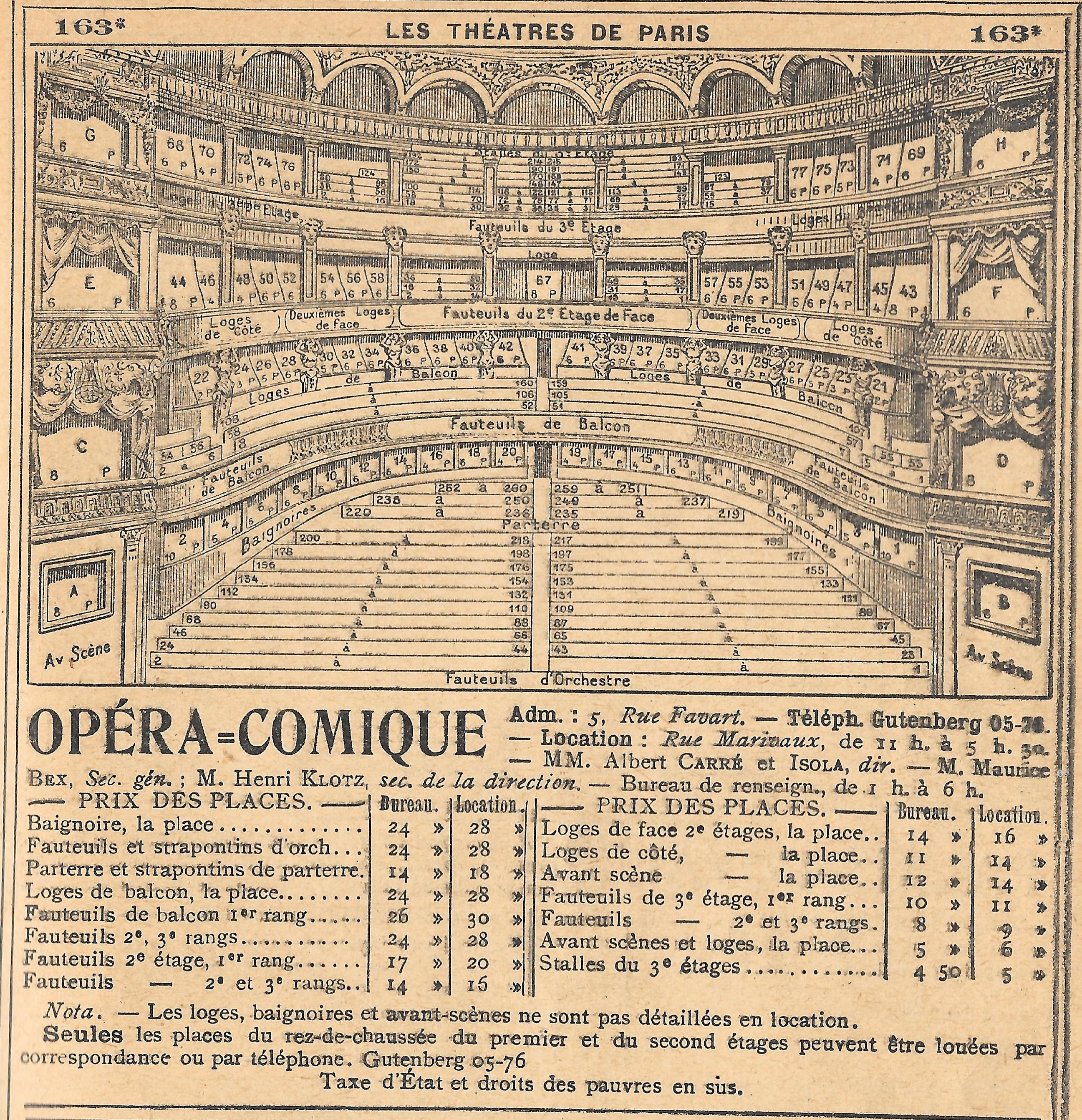
L'Opéra-Comique Plan, prix des places et administration en 1925 : MM. Albert Carré et Isola, dir.

Ce dernier lieu causera leur ruine malgré les succès des Ballets russes de Serge de Diaghilev ou de Sacha Guitry et Yvonne Printemps.
Les frères Isola sont obligés de recréer leur duo de prestidigitation dès 1936 à l'ABC. Sous l'occupation, ils se voient confier la direction du théâtre Pigalle. Ils meurent peu après la guerre, en partie ruinés, leurs disparitions étant signalées par la presse,.
En cinquante ans de carrière, les frères Isola ont marqué l'histoire du music-hall français grâce aux adaptations d'opérettes (No no Nanette, L'Auberge du Cheval-Blanc...), aux danseuses qu'ils engagèrent, telle Loïe Fuller, et aux créations qu'ils encouragèrent, signées André Messager ou Alfred Bruneau.
Ils sont inhumés à Paris au cimetière des Batignolles (9e division).

Affiche pour deux spectacles (1890-1892)
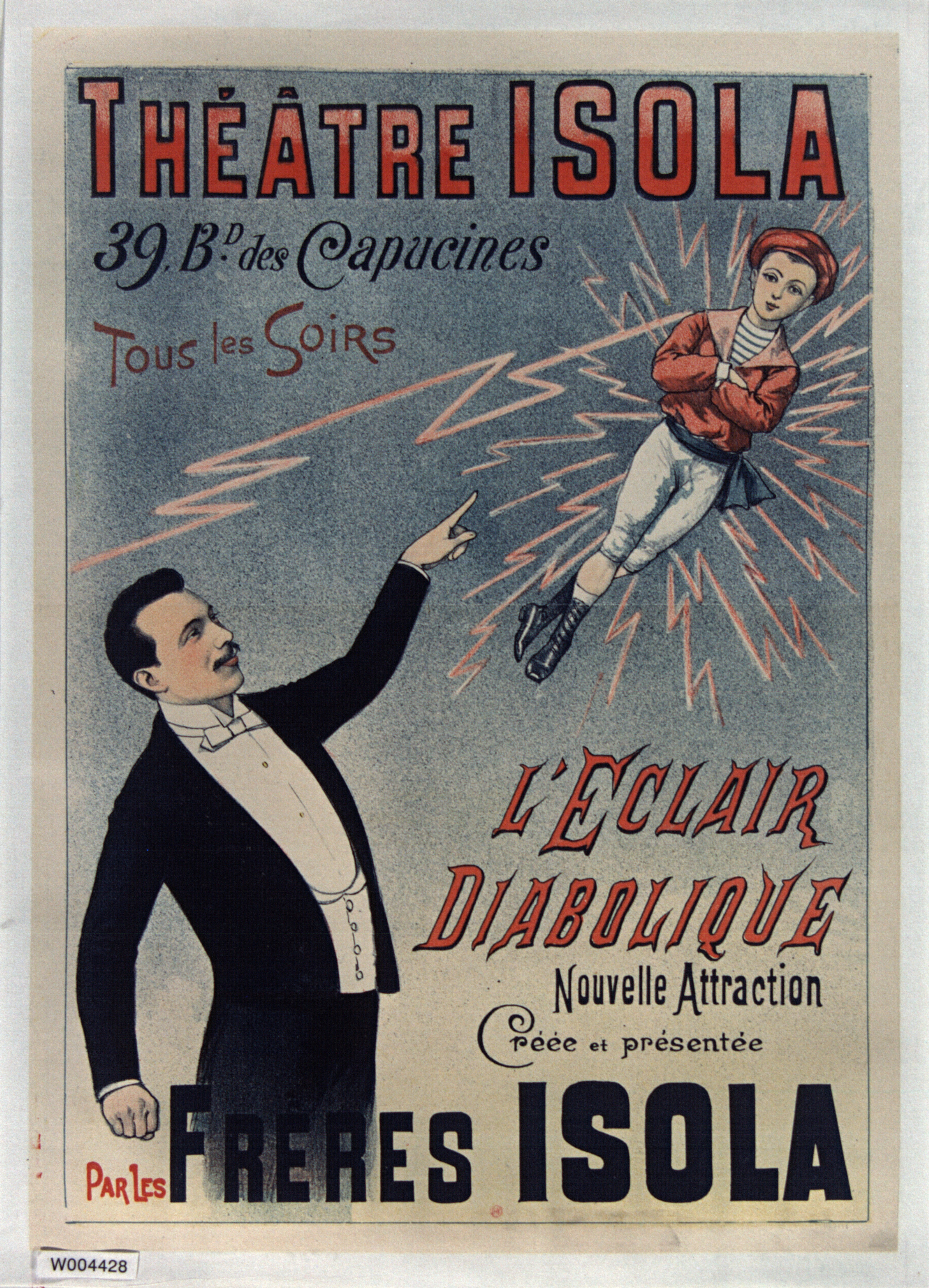
Affiche pour « L'éclair diabolique » (vers 1893-1894)
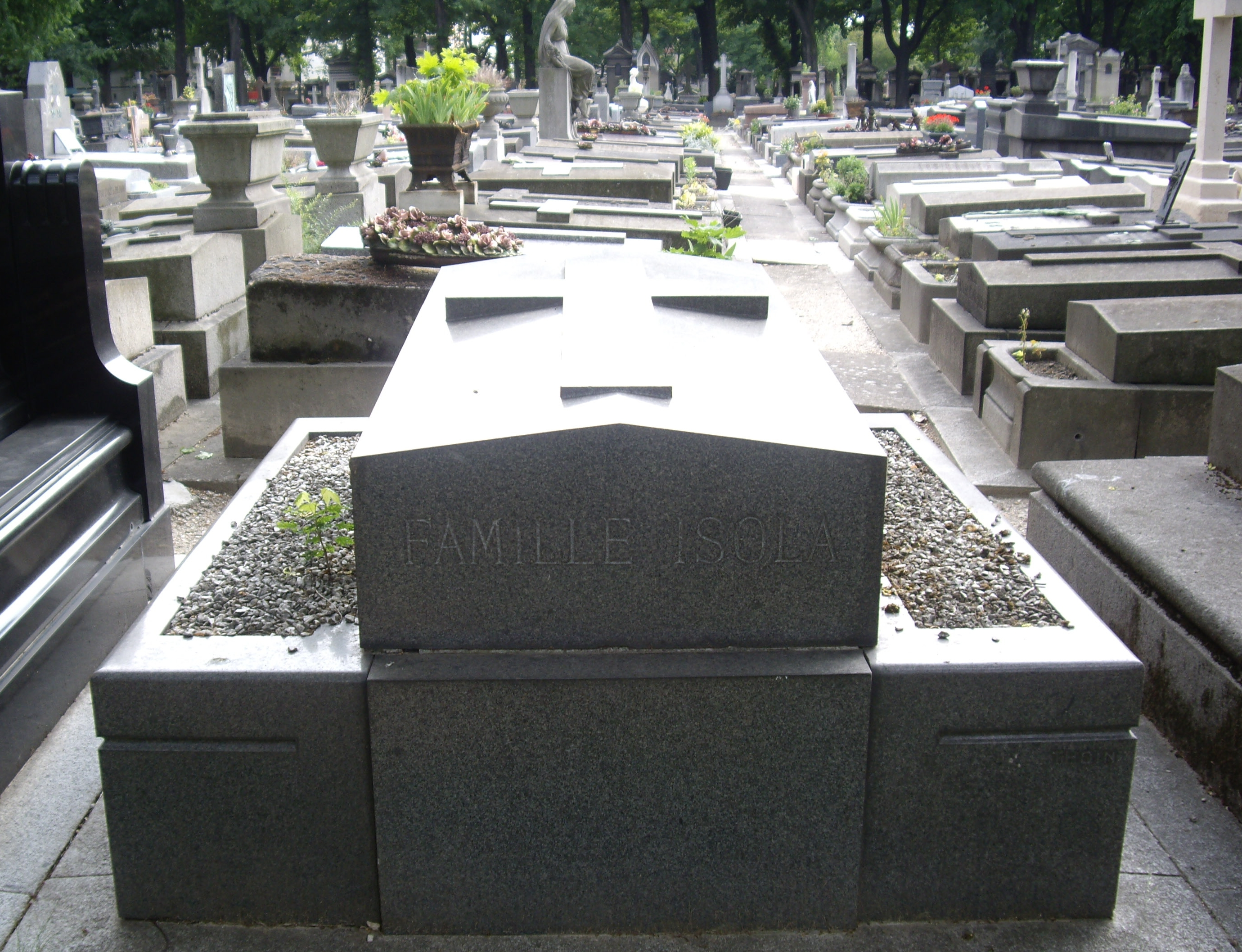
Tombe au cimetière des Batignolles.